# Jeju (thành phố)
Thành phố Jeju (Tế Châu) là thủ phủ của tỉnh đảo Jeju tại Hàn Quốc và cũng là thành phố lớn nhất trên đảo Jeju. Nhu cầu hàng không của thành phố được Sân bay quốc tế Jeju đáp ứng. Nằm ở phía bắc của đảo và có thời tiết dịu êm trong mùa đông, thành phố nổi tiếng với các khu nghỉ dưỡng và cả các sòng bạc. Jeju đón 4 triệu khách du lịch mỗi năm từ đất liền Hàn Quốc, Nhật Bản và Trung Quốc mỗi năm.

## Địa lý
Trong ranh giới cũ, thành phố Jeju kéo dài 19,3 km từ đông sang tây, và 10,2 km từ bắc xuống nam.  Ở phía bắc, thành phố nhìn ra eo biển Triều Tiên và đối diện với tỉnh Jeolla Nam trong đất liền. Ở phía nam, thành phố giáp với Seogwipo ở đỉnh của Hallasan, ngọn núi duy nhất trên đảo.

## Lịch sử
Khu vực thành phố Jeju đã đóng vai trò là trung tâm của hòn đảo từ thời kỳ trước khi có những ghi chép. Tam Tính Huyệt, các vệ trũng mà được cho là từ đó ba tổ tiên của người dân Jeju đã đến, nằm tại thành phố Jeju.
Thành phố phát triển nhanh chóng từ thập niên 1970. Shin Jeju (신제주), hay "Tân Jeju", được hình thành trong một vài thập kỉ trước đây, trên ngọn đồi từ sân bay với nhiều tòa nhà chính quyền. Các tòa nhà lợp rạ từng thông dụng tại thành phố cho đến những năm 1970 nay đã dần biến mất.
Thành phố được tách ra từ huyện Bukjeju vào năm 1955. Tuy nhiên vào năm 2005 cử tri tỉnh Jeju đã tán thành đề xuất hợp nhất thành phố với huyện Bukjeju, cùng như sáp nhập Seogwipo với huyện Namjeju để hình thành hai thành phố lớn do tỉnh quản lý. Thay đổi hành chính này có hiệu lực từ tháng 7 năm 2006.

## Hành chính
Jeju được chia thành 19 phường (dong), 4 thị trấn (eup), và 3 xã (myeon):
| Đơn vị          | (tiếng Hàn) | Dân số (2009) |
| --------------- | ----------- | ------------- |
| Aeweol-eup      | 애월읍      | 27003         |
| Gujwa-eup       | 구좌읍      | 14999         |
| Hanrim-eup      | 한림읍      | 19790         |
| Jocheon-eup     | 조천읍      | 20723         |
| Chuja-myeon     | 추자면      | 2832          |
| Hangyeong-myeon | 한경면      | 8214          |
| Udo-myeon       | 우도면      | 1593          |
| Ara-dong        | 아라동      | 14084         |
| Bonggae-dong    | 봉개동      | 3080          |
| Dodu-dong       | 도두동      | 2617          |
| Geonip-dong     | 건입동      | 10850         |
| Hwabuk-dong     | 화북동      | 19931         |
| Ido-1-dong      | 이도1동     | 7658          |
| Ido-2-dong      | 이도2동     | 41984         |
| Iho-dong        | 이호동      | 4158          |
| Ildo-1-dong     | 일도1동     | 3730          |
| Ildo-2-dong     | 일도2동     | 38308         |
| Nohyeong-dong   | 노형동      | 50223         |
| Oedo-dong       | 외도동      | 14743         |
| Ora-dong        | 오라동      | 6304          |
| Samdo-1-dong    | 삼도1동     | 14120         |
| Samdo-2-dong    | 삼도2동     | 9610          |
| Samyang-dong    | 삼양동      | 10989         |
| Yeon-dong       | 연동        | 40535         |
| Yongdam-1-dong  | 용담1동     | 8764          |
| Yongdam-2-dong  | 용담2동     | 17274         |

## Thành phố kết nghĩa
- Adelaide, Úc
- Brisbane, Úc
- Wakayama, Wakayama, Nhật Bản
- Beppu, Ōita, Nhật Bản
- Rouen, Pháp
- Thượng Hải, Trung Quốc
- Quế Lâm, Quảng Tây, Trung Quốc
- Dương Châu, Giang Tô, Trung Quốc
- Côn Sơn, Tô Châu, Giang Tô, Trung Quốc
- Santa Rosa, California, Hoa Kỳ

Jeju có một "Biên bản Ghi nhớ" với Ulm, Đức.